# David Newman (jazzmuzikant)
David 'Fathead' Newman (Corsicana, 24 februari 1933 - Kingston, 20 januari 2009) was een Amerikaanse jazz- en blues-tenorsaxofonist.

## Carrière
Aanvankelijk speelde Newman na de highschool in Dallas, daarna in de band van altsaxofonist Buster Smith (als eerder bij Charlie Parker) en vervoegde zich daarna bij Red Connors. Sinds 1952 speelde hij in r&b-bands, zoals bij T-Bone Walker en Lowell Fulson. Vanaf 1954 was hij een decennium lang in dienst bij Fulsons voormalige pianist Ray Charles. Daar begon hij als baritonsaxofonist, later was hij als tenorsaxofonist een van de meest ingezette solisten in diens band. Sinds de jaren 1950 was Newman verder ook vaker werkzaam als studiomuzikant, in het bijzonder voor Atlantic Records, als een harde, drijvende tenorsaxofoon werd verlangd. Hij speelde voor Aretha Franklin, B. B. King, de Average White Band, Eric Clapton, Natalie Cole, Aaron Neville en Dr. John, maar ook tijdens de jaren 1960 voor King Curtis en tijdens de jaren 1970 voor Herbie Mann
Newman leidde steeds weer eigen bands en bood sinds 1959 platen aan onder zijn eigen naam, deels met saxofoon-collega Hank Crawford. Hij werd echter ook uitgenodigd voor plaatopnamen door Stanley Turrentine, Red Garland, Jimmy McGriff, Blue Mitchell (1970), Roy Ayers (1971) en Junior Mance (1983). Voor zijn werk met Dr. John en Art Blakey werd hij in 1990 genomineerd voor een Grammy Award. In 2003 trad hij op tijdens de Berliner Jazztage.

## Overlijden
David Newman overleed op 20 januari 2009 op 75-jarige leeftijd aan de gevolgen van alvleesklierkanker

## Discografie
- 1952-1989: House of David (Rhino)
- 1981: Lone Star Legend
- 1982: Still Hard Times (Muse, met Hank Crawford, Larry Willis, Walter Booker, Jimmy Cobb)
- 1987: Heads Up
- 1989: Fire! Live at the Village Vanguard
- 1990: Bluesiana Triangle
- 1990: Blue Greens and Beans
- 1990: Blue Head
- 1993: Bigger And Better
- 1994: Mr. Gentle, Mr. Cool (Kokopelli, met Jim Pugh, Ron Carter, Lewis Nash)
- 1996: Under a Woodstock Moon
- 1998: It's Mr. Fathead
- 1999: Chillin'
- 2000: Captain Buckles
- 2001: Davey Blue
- 2003: The Gift
- 2004: Song for the New Man (met John Hicks, Curtis Fuller, John Menegon, Jimmy Cobb)
- 2005: I Remember Brother Ray
- 2006: Cityscape

- Bibsys: 8036200
- Biblioteca Nacional de España: XX5176032
- Bibliothèque nationale de France: cb138979318 (data)
- Catàleg d'autoritats de noms i títols de Catalunya: 981058510223006706
- Gemeinsame Normdatei: 134594711
- International Standard Name Identifier: 0000 0000 5514 1282
- Library of Congress Control Number: n88664598
- MusicBrainz: 9dddb428-ab9c-4a7d-8d97-d805839a4f73
- Nederlandse Thesaurus van Auteursnamen: 100038832
- Réseau des bibliothèques de Suisse occidentale: 02-A012421801
- SNAC: w6sf7hjg
- Système universitaire de documentation: 086228927
- Virtual International Authority File: 39562791
- WorldCat: E39PBJmXJgtVPqTCJYRcHffpfq